# Souhvězdí Štíra
Štír je souhvězdí na jižní obloze. Ve středoevropských zeměpisných šířkách jej lze pozorovat téměř celé s výjimkou nejjižnější části, i tak je spolu se Střelcem jedním ze dvou souhvězdí zvěrokruhu, která zde nikdy nevystoupí nad obzor celá.

## Původ jména
Toto souhvězdí představuje štíra, kterého poslala bohyně Artemis na lovce Oriona poté, co na ni lovec zaútočil. Jiná pověst praví, že je to štír, kterého poslala matka Země na Oriona poté, co prohlásil, že vybije všechna nadpřirozená zvířata.

## Objekty ve Štírovi

### Významné hvězdy
- α Scorpii (Antares) – Červený veleobr a jedna z největších známých hvězd se slabým modrým průvodcem. 700x větší než Slunce. Jasnost se pohybuje mezi 0,9-1,2m. 600 sv. let od Slunce.
- β Scorpii (Acrab) – Dvojhvězda vzdálená asi 1000 světelných let od sluneční soustavy s magnitudou 2,6.
- δ Scorpii (Dschubba) – Zřejmě čtyřnásobný systém vzdálený 400 světelných let od Slunce o jasnosti 2,3m.
- ε Scorpii (Wei) – 65 sv. let vzdálený podobr. 2,3 m.
- ζ Scorpii – Pouhým okem rozlišitelná dvojhvězda – dva rudí obři o jasnosti 4,8+3,6 m.
- λ Scorpii (Shaula) – Podobr o hvězdné velikosti 1,6 m, vzdálený 700 světelných let od Slunce.

### Hvězdokupy
- M4 – Velká kulová hvězdokupa o jasnosti 5,9m vzdálená 6 500 světelných let.
- M6 (Motýlí hvězdokupa) – Otevřená hvězdokupa s asi 80 hvězdami, vzdálená 2 000 světelných let. Jasnost je 4,5m.
- M7 – Otevřená hvězdokupa o jasnosti 3,3m. Vzdálenost 2 000 světelných let.
- M80 – Kulová hvězdokupa vzdálená 32 600 světelných let od Slunce, s jasností 7,2m.

### Další objekty
Následující objekty mají velkou jižní deklinaci, a proto nejsou pozorovatelné ze střední Evropy a severnějších oblastí:
- NGC 6302 – Jasná planetární mlhovina s magnitudou 9,6.
- NGC 6441 – Jedna z mála kulových hvězdokup, které obsahují planetární mlhovinu. Magnituda hvězdokupy je 7,2.
- NGC 6124 – Jasná a rozsáhlá otevřená hvězdokupa s magnitudou 5,8.
- NGC 6231 – Velmi jasná otevřená hvězdokupa s magnitudou 2,6.
- NGC 6388 – Jedna z nejhmotnějších kulových hvězdokup v Galaxii, magnituda 6,7.

## Galerie

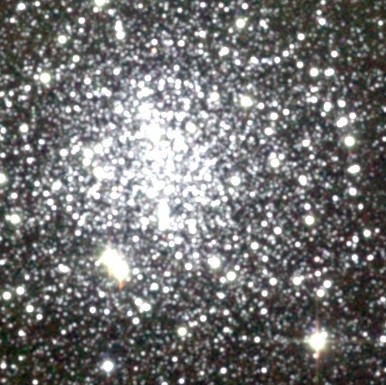
M 4
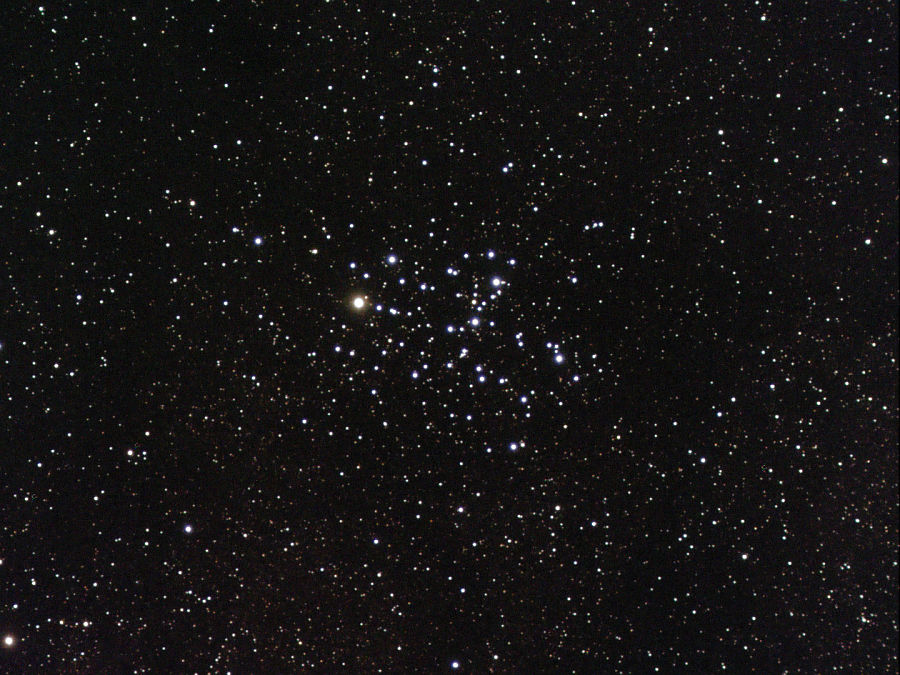
M 6
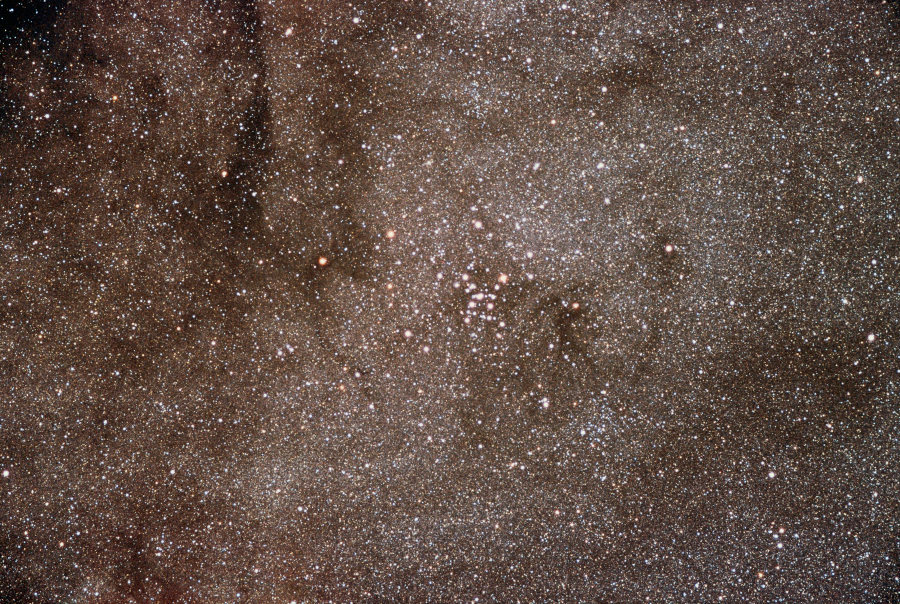
M 7
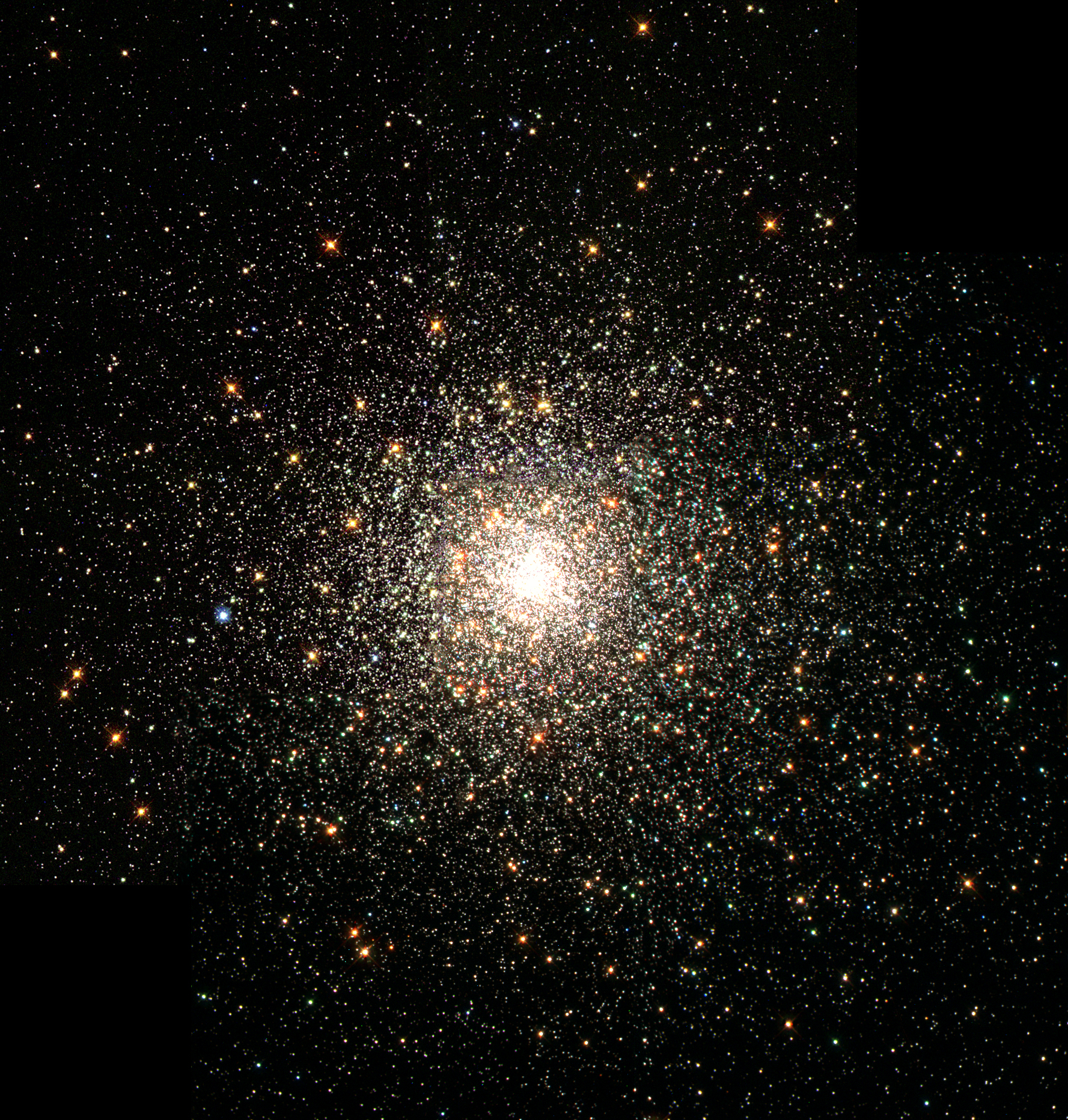
M 80
Zjevující se Štír
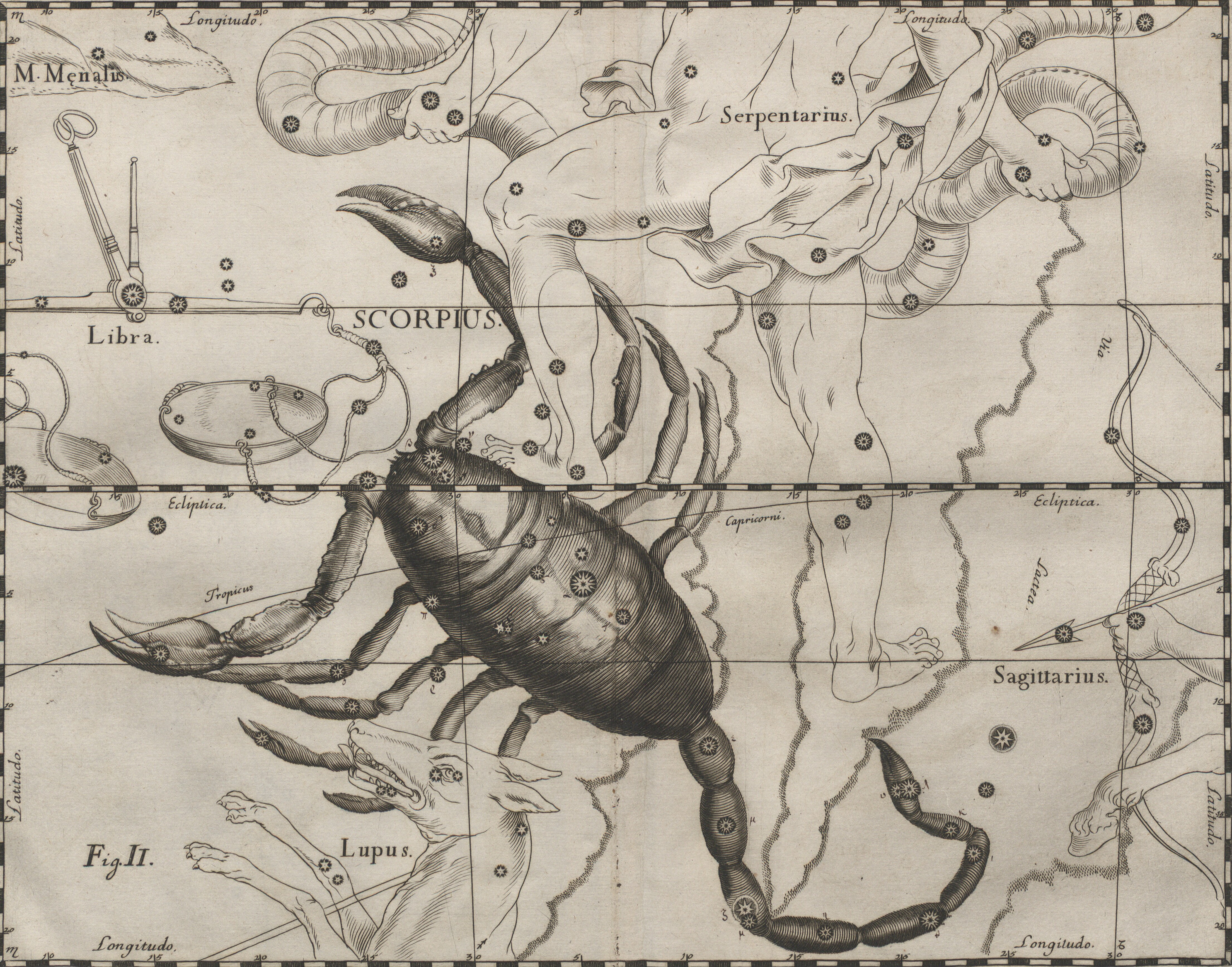
Kresba od Hevelia
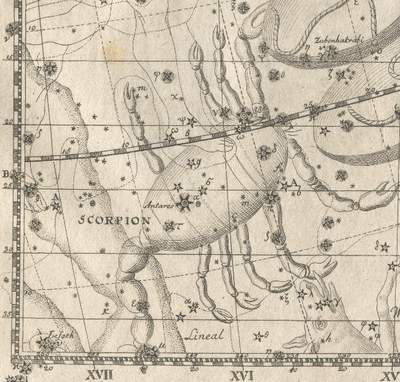
Kresba Štíra
Souhvězdí Štíra